# Доле-при-Полиці
Доле-при-Полиці (словен. Dole pri Polici) — поселення в общині Гросуплє, Осреднєсловенський регіон, Словенія. Висота над рівнем моря: 440,9 м.